# Дение
Вижте пояснителната страница за други значения на дение.
Дениѐ (на френски: denier от латински: denarius – денарий) е френска средневековна разменна монета, която е била в обращение в цяла Западна Европа от времето на Меровингите. Дение (новият денарий) е сечена за пръв път от Пипин Къси (752 – 768), в подражание на римския денарий.
12 дение съставяли разчетната единица солид (сол, су). Най-дребна монета бил оболът = 1/2 дение.
При Карл Велики (768 – 814) от един фунт чисто сребро се секат 240 денария с тегло 1,3 g. През 781 г. по нареждане на Карл Велики започват да се секат денарии от каролингски фунт (408 g). От каролингски фунт чисто сребро се секат 240 монети с тегло по около 1,7 g (действителното тегло се колебае от 1,44 до 1,79 g, диаметърът на монетите е 18 – 21 mm). След смъртта на Карл Велики стойността и теглото на дение постоянно се менят.
При Капетингите (987 – 1328) монетата се сече не само от кралете, но и от много феодали. Дението при Хуго Капет (987 – 996) се сече от сребро проба 416,6 и е с тегло 1,2 – 1,3 g. Най-известно и разпространено е парижкото дение, сечено при Филип II Август (1180 – 1223). От парижката марка сребро (244,75 g) от проба 416,6 са сечени 200 монети с тегло 1,22 g (0,509 g сребро). Дение става непълноценна (разменна) монета.
През XII – XIII век се секат два вида дение (тъй като във Франция съществуват две различни монетни системи, основани на парижка и турска ливри) – парижко и турско дение. От турска марки (233,6 g) се секат 192 монети с тегло 1,16 g (0,365 g сребро).
Когато през XIII в. се появява турският грош, а след това и парижкият грош, то 12 дение стават равни на 1 грош.
През XIII в. дението става стандартна сребърна монета в Западна Европа, а английското средневековно сребърно пени е фактически разновидност на дение. С течение на времето дението силно се обезценява. При Филип I през 1103 г. монетата съдържа 1/3 мед, а при Луи VI (1108 – 1137) – наполовина е от мед.
Сечена е също монета двойно дение (фр. Double Tournois), а през XIV век се появява монета на стойност 3 дение – лиард.
През XVI век са пуснати в обращение първите медни монети дение и двойно дение. Медното дение тежи малко повече от 1,5 g (диаметър 18 mm), двойното дение – над 3 g (диаметър 20 mm). Номиналът е обозначен на реверса: DENIER TOVRNOIS, DOVBLE TOVRNOIS.

Медното дение от този момент става най-дребната монета във Франция. През втората половина на XVII век от мед се секат също лиард (= 3 дение) и монета от 4 дение.
През годините на Седемгодишната война (1756 – 63) медното дение е пуснато за последен път – този път в херцогство Брауншвайг-Люнебург през 1758 г.: с тази монета са изплащани заплатите на френските войски.
През XVIII в. са пускани медни лиарди с номинал от 4 дение, или 1/12 су.
По време на управлението на Луи XVI (1774 – 1792) низкопробното сребърно дение струва само 1/10 от каролингския денарий, и дението повече не се пуска в обращение.